# Lindenschied
Lindenschied település Németországban, Rajna-vidék-Pfalz tartományban. Lakosainak száma 180 fő (2023. december 31.). Lindenschied Hecken, Dickenschied és Sohrschied községekkel határos.

## Népesség
A település népességének változása:
| Lakosok száma | 262  | 197  | 191  | 179  | 177  | 180  |
|               | 1975 | 2017 | 2019 | 2021 | 2022 | 2023 |